# Kirchehrenbach
Kirchehrenbach – miejscowość i gmina w Niemczech, w kraju związkowym Bawaria, w rejencji Górna Frankonia, w regionie Oberfranken-West, w powiecie Forchheim, siedziba wspólnoty administracyjnej Kirchehrenbach. Leży nad rzeką Wiesent, przy drodze B470 i linii kolejowej Forchheim – Gößweinstein.
Gmina leży 6 km na wschód od Forchheimu, 19 km na północny wschód od Erlangen i 32 km na północ od Norymbergi.

## Polityka
Wójtem jest Waldemar Hofmann z CSU. Rada gminy składa się z 15 członków:
|      | CSU | Wolny Związek Wyborców | Razem     |
| 2002 | 9   | 6                      | 15 miejsc |

### Współpraca
Miejscowość partnerska:
- Hassel (Weser), Dolna Saksonia

## Zabytki i atrakcje
- Rezerwat przyrody Ehrenbürg
- Kościół pw. św. Bartłomieja (St. Bartholomäus)